# Gunugus
Gunugus ou Gunugu (en punique : l𐤂𐤍𐤂𐤍, GNGN) est une ancienne ville berbère et carthaginoise, localisée à proximité de l'actuelle Gouraya dans la wilaya de Tipaza, en Algérie, et connue à l’époque de l’Antiquité classique. Elle passe sous contrôle romain durant les guerres puniques et devient le site d’une colonie de vétérans. Elle subsiste sous les Vandales puis les Byzantins, avant d’être détruite lors de la conquête musulmane de la région.

## Localisation
Gunugus a été identifié de manière provisoire — mais non certaine — avec les ruines situées à Sidi Brahem de Gouraya, sur la côte méditerranéenne en Algérie,.
L'Itinéraire d'Antonin situait la ville antique à 22 milles de Césarée, soit à un peu plus de 30 km à l'ouest de Cherchell. Les principales sources médiévales ne citent que deux villes maritimes entre Alger et Ténès : Cherchell et Gunugus (Breshk). Les vestiges de Breshk et de Gunnugu se confondent aujourd'hui. La ville est également citée par d'autres auteurs anciens tels Pline, Ptolémée ainsi que dans la Cosmographie de Ravenne.

## Histoire
Gunugus est une ville berbère et carthaginoise dès environ 550 av. J.-C.,.
Elle aurait également été, à un certain moment, le site d’une colonie grecque
Après les guerres puniques, Gunugus devint le site d’une colonie romaine fondée par Auguste. Elle fut administrée dans le cadre de la province de la Maurétanie césarienne. La population locale, principalement composée de berbères, formait une grande partie de la communauté.
Gunugus continua d’exister durant le royaume vandale ainsi que pendant la reconquête de l’Afrique par l’Empire byzantin,. Elle fut détruite vers l’an 640 apr. J.-C.,.

### Époque romaine
Gunugus, constitue un site important en tant qu’ancienne colonie romaine.
Fondée par l’empereur Auguste, Gunugus est initialement connue comme une petite ville destinée aux vétérans.
Malgré ce soutien impérial, Gunugus ne connaît pas un développement significatif sous la domination romaine. Sa proximité avec Caesarea, capitale provinciale, freine sans doute sa croissance.
La ville romaine est cependant plus vaste. En dehors des remparts, on trouve encore des citernes, des blocs de pierre de taille, et, au sud-est, quelques puits ainsi que des chapiteaux grossiers et érodés dans un ordre ionique décadent, qui semblent provenir à l’origine d’une église ou d’une chapelle chrétienne datant du Ve siècle : à cette époque, Gunugus est un évêché.
Des carrières sont exploitées à l’extrémité du promontoire où se trouve la nécropole.

### Période médiévale
Au fil du temps, Gunugus subit des changements de gouvernement et de nom, devenant finalement connue sous le nom de Breshk sous la domination musulmane.
Elle reste toutefois un foyer de conflits régionaux, comme en témoigne sa prise par Roger II de Sicile en 1144.
À la fin du XVe siècle, Gunugus accueille un afflux de réfugiés, principalement des Maures fuyant l’Al-Andalus.
Ce bouleversement démographique donne un élan temporaire à l’économie et à la culture de la ville. Des industries comme la production textile prospèrent, de même que l’agriculture dans les terres fertiles environnantes.
Gunugus devient également réputée pour ses corsaires qui opèrent le long des côtes nord-africaines.
Cette période de prospérité est toutefois de courte durée, car la ville tombe sous les assauts des chevaliers de Saint-Étienne en 1610, entraînant son déclin progressif.

## Découvertes archéologiques
Les vestiges du passé antique de Gunugus sont disséminés à travers le paysage, témoignant de la richesse de son histoire.
Les influences romaines et berbères sont visibles parmi les ruines, avec des traces de poterie, de maçonnerie et d’infrastructures. Le sanctuaire de Sidi Brahem, construit à partir de matériaux anciens, est particulièrement remarquable, tout comme les vestiges de réservoirs romains et d’un aqueduc.
Malgré le déclin ultérieur de la cité, ces vestiges archéologiques offrent un aperçu de sa grandeur passée et de son héritage culturel.

### Nécropoles
Gunugus possède plusieurs anciens lieux de sépulture qui éclairent les diverses pratiques funéraires en usage dans la région,.
Les nécropoles révèlent un mélange de coutumes funéraires phéniciennes et autochtones, avec des tombes taillées dans la roche tufière. Certaines sépultures sont accompagnées de fosses adjacentes, suggérant des pratiques d’inhumation collective. La présence de restes osseux mêlés témoigne d’une combinaison complexe de rites funéraires avec et sans crémation, reflétant les diverses influences culturelles des habitants de la ville.
Les rites funéraires à Gunugus englobaient un éventail de pratiques, reflet de la population multiculturelle de la cité. Des objets funéraires étaient fréquemment déposés aux côtés des défunts, traduisant la croyance en une vie après la mort et en la continuité de l’existence matérielle. Des vases en céramique, importés de Rome ou produits localement, constituaient des offrandes courantes, soulignant le rôle de Gunugus comme carrefour du commerce méditerranéen. La présence de restes de crémation à côté d’inhumations traditionnelles témoigne d’échanges culturels et d’adaptations au sein de cette communauté diversifiée.
Dans la plupart des tombes, les restes des défunts étaient simplement déposés sur le sol, préalablement recouvert d’un lit de sable. Dans d’autres, un ou plusieurs bancs, plats ou creusés en forme de rigole plus ou moins profonde, avaient été aménagés. Une tombe décrite par les archéologues présente deux niveaux surélevés bordés d’un rebord, qui, au lieu de prendre la forme d’une cuvette, sont ouverts sur le côté du fond. Très souvent, le puits donne accès à une seconde tombe, d’époque postérieure. Parfois — c’est le cas le plus fréquent — celle-ci s’ouvre en face de la première, tandis que d’autres fois, elle est aménagée sur l’un des longs côtés du puits. Chaque chambre contient un certain nombre d’individus : dans l’une de celles fouillées, on en a dénombré au moins vingt-trois. Il est probable qu’après les inhumations, les puits aient été comblés de terre et de gravats.
Trois rites funéraires ont été distingués : le plus rare consistait à simplement déposer le défunt sur le sol ; un autre impliquait de rassembler de manière désordonnée les ossements, soit sur le sol, soit sur les bancs, dans les rigoles ou encore dans des récipients en argile. Parfois, une amphore brisée faisait office de contenant. Les archéologues ont observé que ces restes humains mélangés avaient vraisemblablement été décharnés avant l’inhumation. Cela laisse penser que les tombes n’étaient pas des sépultures familiales, mais rassemblaient probablement des individus de Gunugus morts à une époque proche.

### Aménagements hydrauliques
Dans la région de Larhat, des vestiges d’un ancien barrage, construit en moellons, chaux et sable, ont été découverts près de Oued Mellah.
Ce barrage alimentait en eau la ville de Gunugus par un canal édifié au-dessus de la route actuelle, maçonné en pierre et asphalté à l’intérieur à l’aide de brique pilée et de chaux. Toutefois, des affaissements successifs du sol et des mouvements sismiques ont en grande partie détruit cet ouvrage. À la limite entre Larhat et Gouraya, le canal traversait une colline par un tunnel, où il reste relativement bien conservé.
Sur l’oued Harbil, les vestiges d’un petit barrage ont été découverts, probablement destiné à irriguer des jardins situés sur la rive gauche de l’oued. Dans la région de Gouraya, des traces d’un bassin de retenue, possiblement utilisé pour l’irrigation, ont été repérées entre les oueds Messelmoun et Sebt.
Dans la région de Menaceur, l’irrigation des rives de l’oued Rouman était assurée par un barrage de 7 à 8 mètres de long. Des ruines d’un ancien aqueduc ont également été observées le long de l’oued Aïzer, avec des arches intactes à ses deux extrémités, ainsi que des vestiges de canalisations sur sa rive gauche.
Près de Menaceur, l’oued Zélazel a été détourné, et le canal est encore visible au-dessus de la route actuelle. De même, l’oued Zaouïa a été dévié, avec des vestiges du canal visibles le long de la route allant de Zurich à Menaceur. Ces canaux convergeaient près d'une ferme et se poursuivaient à travers montagnes, vallées et aqueducs jusqu’à Césarée, assurant l’alimentation en eau de la ville.
Par ailleurs, des vestiges d’un barrage sur l’oued Zaouïa, situés à 500 ou 600 mètres en aval du point de dérivation, ont été mis au jour, bien que leur fonction précise demeure incertaine.
Les sites côtiers, vus depuis Gunugus, servaient de relais réguliers tous les 30 à 40 kilomètres vers l’est.
Parmi eux, Gunugus elle-même, daté du Ve siècle av. J.-C., se distingue par l’évolution de ses liens économiques, bien que son allégeance politique à Carthage reste incertaine. L’ancienne ville de Gunugus, aujourd’hui Breshk, est mentionnée dans des textes historiques qui présentent des récits divergents quant à l’existence d’un port. Certaines sources indiquent l’absence d’un port formel, tandis que d’autres suggèrent l’existence d’un modeste havre ou d’un mouillage. Piri Reis affirme l’absence de port, tout en notant l’abondance de poissons dans la région, ce qui laisse entrevoir une activité maritime. Paul Laurent évoque quant à lui un petit port situé sur le côté nord-est de l’île, suggérant une infrastructure maritime limitée.
Les travaux de Stéphane Gsell et Édouard Cat font état de vestiges d’une jetée et d’un escalier près du promontoire, corroborés par des relevés de terrain qui ont mis au jour des citernes aménagées dans les parois rocheuses dominant l’emplacement supposé du port, indiquant une infrastructure d’approvisionnement en eau destinée à une activité maritime.
Cependant, des phénomènes d’érosion et de glissements de terrain masquent certaines structures, rendant difficile la confirmation de la présence d’un port. Malgré cela, la position stratégique de Gunugus sur les routes commerciales reliant Cartennae à Césarée suggère une activité maritime probable.
En conclusion, bien que les indices archéologiques évoquent une infrastructure maritime à Gunugus — notamment des citernes et des vestiges de jetées — des recherches complémentaires s’avèrent nécessaires pour déterminer l’étendue et la nature du port. Comprendre le patrimoine maritime de Gunugus est essentiel, compte tenu de son importance historique en tant que carrefour commercial dans une position stratégique.

### Commerce et échanges
Les vestiges archéologiques de Gunugus témoignent de son importance en tant que centre dynamique de commerce et d’échanges dans le monde méditerranéen antique.
La poterie importée de Rome, comprenant des vases et récipients finement ouvragés, constitue une preuve tangible des liens maritimes et des échanges commerciaux.
Bien que les traités de l’époque romaine aient limité l’accès direct des Romains aux ports africains, Gunugus a probablement joué un rôle d’intermédiaire, recevant des marchandises par l’intermédiaire de commerçants carthaginois.
Cela souligne le rôle central de la cité dans la facilitation des réseaux commerciaux et des échanges culturels à l’échelle régionale.

## Diocèse
La ville fut également le siège d’un ancien évêché catholique romain,.
Le seul évêque connu de ce diocèse est Ausilius, qui participa au synode réuni à Carthage en 484 par le roi vandale Huneric, à l’issue duquel il fut exilé.
Depuis 1933, le diocèse de Gunugus subsiste en tant que siège titulaire de l’Église catholique romaine, et l’actuel évêque titulaire est Sylvester Anthony John David.

### Évêques résidents
- Ausilius † (mentionné en 484)

### Évêques titulaires
- Emilio Pizzoni † (6 septembre 1966 – 21 mars 1974, nommé évêque titulaire de Diocèse de Zuglio)
- Onesimo Cadiz Gordoncillo † (14 mars 1974 – 3 juillet 1976, nommé évêque de Diocèse de Tagbilaran)
- James Clifford Timlin † (26 juillet 1976 – 24 avril 1984, nommé évêque de Scranton)
- Vigilio Mario Olmi † (20 mars 1986 – 25 janvier 2019, décédé)
- Sylvester Anthony John David, O.M.I., depuis le 6 juin 2019